# 27-я гвардейская танковая бригада
27-я гвардейская танковая бригада — гвардейское соединение бронетанковых и механизированных войск РККА ВС Союза ССР в Великой Отечественной войне
Полное действительное наименование, по окончании войны: 27-я отдельная гвардейская танковая Ясская Краснознамённая орденов Суворова, Кутузова бригада имени Наркомата среднего машиностроения.

## История
Танковая бригада сформирована 16.02.1943 года на основе 121-й танковой бригады. В действующей армии с 16.02.1943 года по 09.05.1945 года.
Бригада участвовала в Курской битве нанося удары южнее Прохоровки во фланг ударной группировки врага, Белгородско-Харьковской стратегической операции, участвовала в Уманско-Ботошанской операции, Ясско-Кишинёвской стратегической, Дебреценской и Будапештской стратегической наступательных операциях, Братиславско-Брновской операции, Пражской операции.
Форсировала Днепр, Южный Буг, Тису. Принимала участие в освобождении Кировограда, Мерефы, Братиславы.

## В составе
- Воронежский фронт, 64-я армия — на 01.04.1943 года
- Воронежский фронт, 7-я гвардейская армия — на 25.06.1943 года.
- Степной фронт, 7-я гвардейская армия — на сентябрь 1943 года.
- 2-й Украинский фронт, 7-я гвардейская армия — с октября 1943 года.
- 2-й Украинский фронт, 27-я армия — на 01.01.1944 года
- 2-й Украинский фронт, 7-я гвардейская армия — на 01.04.1944 года
- 2-й Украинский фронт, 7-я гвардейская армия — на 01.04.1944 года
- 2-й Украинский фронт, 27-я армия — на 01.10.1944 года
- 2-й Украинский фронт, 7-я гвардейская армия — на 01.01.1945 года
- 2-й Украинский фронт, 7-я гвардейская армия — на 01.01.1945 года до конца войны.

## Состав
- Управление бригадой (штаб бригады)
- Рота управления
- Разведывательная рота
- 1-й отдельный танковый батальон
- 2-й отдельный танковый батальон
- Моторизованный батальон автоматчиков
- Рота технического обеспечения
- Зенитно-пулемётная рота
- Медсанвзвод

## Техническое оснащение
- на 25.06.1943 — 50 танков, в том числе 46 Т-34, 4 Т-70.
- на 09.1943 — 23 танка и 1 САУ, в том числе 10 Т-34, 12 «Валентайнов», 1 Т-70 и 1 СУ-122.
- на 10.1943 — 12 танков, в том числе 8 Т-34, 4 «Валентайна».

## Командиры
- Невжинский Михаил Васильевич (с 07.02.1943 по 18.08.1943), полковник
- Брижинев Николай Моисеевич (с 19.08.1943 по 09.05.1945), полковник с 20.04.1945 генерал-майор

## Награды и знаки отличия
- приказом Наркома Обороны Союза ССР № 58, от 7 февраля 1943 года, 121-я танковая бригада награждена почётным званием — «Гвардейская» за мужество и стойкость, дисциплину и организованность, за проявленное воинское мастерство и героизм личного состава формирования, получила новый войсковой № и переименована в 27-ю гвардейскую[1].
- 31.10.1944 года — награждена орденом Красного Знамени за освобождение города Клуж (Румыния)
- 06.01.1945 года — награждена орденом Суворова 2 степени
- 17.05.1945 года — награждена орденом Кутузова 2 степени
- 15.09.1944 года — присвоено почётное наименование «Ясская»

## Отличившиеся воины
- Бутырин, Иван Ульянович (19.01.1919 — 05.07.1943) — командир танка 1-го танкового батальона, гвардии лейтенант. Награждён посмертно 26.10.1943 года.
- Горбачёв, Дмитрий Филиппович (1919 — 22.09.1944) — командир танковой роты, гвардии капитан. Награждён посмертно 24.03.1945 года.
- Ждановский, Леонид Александрович (01.06.1918 — 02.12.1978) — командир 3-го танкового батальона, гвардии капитан. Награждён 28.04.1945 года.
- Конорев, Иван Алексеевич (1919 — 12.07.1943) — командир танкового взвода, гвардии старший лейтенант. Награждён посмертно 26.10.1943 года за доблесть, проявленную в боях на Курской дуге.
- Мартехов, Василий Фёдорович (01.04.1917 — 12.07.1943) — командир танковой роты, гвардии старший лейтенант. Герой Советского Союза. Награждён посмертно 26.10.1943 года за доблесть, проявленную в боях на Курской дуге.
- Орлов, Николай Григорьевич — (18.03.1922 — 14.01.2016) — командир 1-го танкового батальона, гвардии старший лейтенант. Награждён 19.01.1944 года.
- Пасынок, Иван Кузьмич — (14.11.1916 — 1953) — командир танкового батальона, гвардии капитан. Награждён 15.05.1946 года.
- Пинчук, Андрей Михайлович (27.07.1913 — 24.12.1944) — командир 1-го танкового батальона, гвардии майор. Награждён посмертно 28 апреля 1945 года за доблесть, проявленную в боях на территории Венгрии.